# Rekordy Ameryki Północnej w lekkoatletyce
Rekordy Ameryki Północnej w lekkoatletyce − rekordy Ameryki Płn. w konkurencjach lekkoatletycznych.

## Mężczyźni
| Konkurencja                        | Rezultat   | Zawodnik                                                                                   | Miejsce uzyskania   | Data             |
| ---------------------------------- | ---------- | ------------------------------------------------------------------------------------------ | ------------------- | ---------------- |
| bieg na 100 metrów                 | 9,58       | Usain Bolt                                                                                 | Berlin              | 16 sierpnia 2009 |
| bieg na 200 metrów                 | 19,19      | Usain Bolt                                                                                 | Berlin              | 20 sierpnia 2009 |
| bieg na 400 metrów                 | 43,18      | Michael Johnson                                                                            | Sewilla             | 26 sierpnia 1999 |
| bieg na 800 metrów                 | 1:41,20    | Marco Arop                                                                                 | Paryż               | 10 sierpnia 2024 |
| bieg na 1000 metrów                | 2:13,13    | Marco Arop                                                                                 | Zagrzeb             | 8 września 2024  |
| bieg na 1500 metrów                | 3:27,65    | Cole Hocker                                                                                | Paryż               | 6 sierpnia 2024  |
| bieg na milę                       | 3:43,97    | Yared Nuguse                                                                               | Eugene              | 16 września 2023 |
| bieg na 2000 metrów                | 4:51,54    | Charles Philibert-Thiboutot                                                                | Bruksela            | 8 września 2023  |
| bieg na 3000 metrów                | 7:25,47    | Grant Fisher                                                                               | Eugene              | 17 września 2023 |
| bieg na 5000 metrów                | 12:46,96   | Grant Fisher                                                                               | Bruksela            | 2 września 2022  |
| bieg na 5 kilometrów               | 13:18      | Armando Quintanilla                                                                        | Carlsbad            | 31 marca 1996    |
| bieg na 10 000 metrów              | 26:33,84   | Grant Fisher                                                                               | San Juan Capistrano | 6 marca 2022     |
| bieg na 10 kilometrów              | 27:26      | Conner Mantz                                                                               | Cape Elizabeth      | 2 sierpnia 2025  |
| półmaraton                         | 59:15      | Conner Mantz                                                                               | Nowy Jork           | 16 marca 2025    |
| maraton                            | 2:05:36    | Cameron Levins                                                                             | Tokio               | 5 marca 2023     |
| bieg na 110 metrów przez płotki    | 12,80      | Aries Merritt                                                                              | Bruksela            | 7 września 2012  |
| bieg na 400 metrów przez płotki    | 46,17      | Rai Benjamin                                                                               | Tokio               | 3 sierpnia 2021  |
| bieg na 3000 metrów z przeszkodami | 8:00,45    | Evan Jager                                                                                 | Paryż               | 4 lipca 2015     |
| sztafeta 4 × 100 m                 | 36,84      | Jamajka · Nesta Carter · Michael Frater · Yohan Blake · Usain Bolt                         | Londyn              | 11 sierpnia 2012 |
| sztafeta 4 × 200 m                 | 1:18,63    | Jamajka · Nickel Ashmeade · Warren Weir · Jermaine Brown · Yohan Blake                     | Nassau              | 24 maja 2014     |
| sztafeta 4 × 400 m                 | 2:54,29    | Stany Zjednoczone · Andrew Valmon · Quincy Watts · Harry Reynolds · Michael Johnson        | Stuttgart           | 22 sierpnia 1993 |
| sztafeta 4 × 800 m                 | 7:02,82    | Stany Zjednoczone · Jabreh Harris · Khadevis Robinson · Samuel Burley · David Krummenacker | Bruksela            | 25 sierpnia 2006 |
| sztafeta 4 × 1500 m                | 14:34,97   | Stany Zjednoczone · Evan Jager · Grant Fisher · Sean McGorty · Lopez Lomong                | Portland            | 31 lipca 2020    |
| chód na 10 000 metrów              | 38:08,50   | Evan Dunfee                                                                                | Canberra            | 27 stycznia 2025 |
| chód na 20 000 metrów              | 1:17:25,6h | Bernardo Segura                                                                            | Fana                | 7 maja 1994      |
| chód na 20 kilometrów              | 1:17:39    | Evan Dunfee                                                                                | Adelaide            | 16 lutego 2025   |
| chód na 35 kilometrów              | 2:21:40    | Evan Dunfee                                                                                | Dudince             | 22 marca 2025    |
| chód na 50 kilometrów              | 3:41:09    | Erick Barrondo                                                                             | Dudince             | 23 marca 2013    |
| skok wzwyż                         | 2,45       | Javier Sotomayor                                                                           | Salamanka           | 27 lipca 1993    |
| skok o tyczce                      | 6,07       | KC Lightfoot                                                                               | Nashville           | 2 czerwca 2023   |
| skok w dal                         | 8,95       | Mike Powell                                                                                | Tokio               | 30 sierpnia 1991 |
| trójskok                           | 18,21      | Christian Taylor                                                                           | Pekin               | 27 sierpnia 2015 |
| pchnięcie kulą                     | 23,56      | Ryan Crouser                                                                               | Los Angeles         | 27 maja 2023     |
| rzut dyskiem                       | 71,32      | Ben Plucknett                                                                              | Eugene              | 4 czerwca 1983   |
| rzut młotem                        | 84,38      | Ethan Katzberg                                                                             | Nairobi             | 20 kwietnia 2024 |
| rzut oszczepem                     | 93,07      | Anderson Peters                                                                            | Doha                | 13 maja 2022     |
| dziesięciobój                      | 9045 pkt   | Ashton Eaton                                                                               | Pekin               | 29 sierpnia 2015 |

## Kobiety
| Konkurencja                        | Rezultat   | Zawodniczka                                                                                       | Miejsce uzyskania   | Data                |
| ---------------------------------- | ---------- | ------------------------------------------------------------------------------------------------- | ------------------- | ------------------- |
| bieg na 100 metrów                 | 10,49      | Florence Griffith-Joyner                                                                          | Indianapolis        | 16 lipca 1988       |
| bieg na 200 metrów                 | 21,34      | Florence Griffith-Joyner                                                                          | Seul                | 29 września 1988    |
| bieg na 400 metrów                 | 48,17      | Marileidy Paulino                                                                                 | Paryż               | 9 sierpnia 2024     |
| bieg na 800 metrów                 | 1:54,44    | Ana Fidelia Quirot                                                                                | Barcelona           | 9 września 1989     |
| bieg na 1000 metrów                | 2:30,71    | Addison Wiley                                                                                     | Monako              | 11 lipca 2025       |
| bieg na 1500 metrów                | 3:54,99    | Shelby Houlihan                                                                                   | Doha                | 5 października 2019 |
| bieg na milę                       | 4:16,32    | Sinclaire Johnson                                                                                 | Londyn              | 19 lipca 2025       |
| bieg na 2000 metrów                | 5:28,78    | Cory Ann McGee                                                                                    | Monako              | 12 lipca 2024       |
| bieg na 3000 metrów                | 8:25,10    | Elise Cranny                                                                                      | Lozanna             | 22 sierpnia 2024    |
| bieg na 5000 metrów                | 14:19,45   | Alicia Monson                                                                                     | Londyn              | 23 lipca 2023       |
| bieg na 5 kilometrów               | 14:50      | Molly Huddle                                                                                      | Boston              | 18 kwietnia 2015    |
| bieg na 10 000 metrów              | 30:03,82   | Alicia Monson                                                                                     | San Juan Capistrano | 4 marca 2023        |
| bieg na 10 kilometrów              | 30:49      | Weini Kelati                                                                                      | Nowy Jork           | 7 czerwca 2025      |
| półmaraton                         | 1:06:09    | Weini Kelati                                                                                      | Houston             | 19 stycznia 2025    |
| maraton                            | 2:18:29    | Emily Sisson                                                                                      | Chicago             | 9 października 2022 |
| bieg na 100 metrów przez płotki    | 12,17      | Masai Russell                                                                                     | Miramar             | 2 maja 2025         |
| bieg na 400 metrów przez płotki    | 50,37      | Sydney McLaughlin-Levrone                                                                         | Paryż               | 8 sierpnia 2024     |
| bieg na 3000 metrów z przeszkodami | 8:57,77    | Courtney Frerichs                                                                                 | Eugene              | 21 sierpnia 2021    |
| sztafeta 4 × 100 m                 | 40,82      | Stany Zjednoczone · Tianna Madison · Allyson Felix · Bianca Knight · Carmelita Jeter              | Londyn              | 10 sierpnia 2012    |
| sztafeta 4 × 200 m                 | 1:27,46    | Stany Zjednoczone · LaTasha Jenkins · LaTasha Colander · Nanceen Perry · Marion Jones             | Filadelfia          | 29 kwietnia 2000    |
| sztafeta 4 × 400 m                 | 3:15,27    | Stany Zjednoczone · Shamier Little · Sydney McLaughlin-Levrone · Gabrielle Thomas · Alexis Holmes | Paryż               | 10 sierpnia 2024    |
| sztafeta 4 × 800 m                 | 8:00,62    | Stany Zjednoczone · Chanelle Price · Maggie Vessey · Molly Ludlow · Alysia Montaño                | Nassau              | 3 maja 2015         |
| sztafeta 4 × 1500 m                | 16:27,02   | Stany Zjednoczone · Colleen Quigley · Elise Cranny · Karissa Schweizer · Shelby Houlihan          | Portland            | 31 lipca 2020       |
| chód na 10 000 metrów              | 44:13,88   | Alegna González                                                                                   | Tampere             | 14 lipca 2018       |
| chód na 10 kilometrów              | 42:42      | Graciela Mendoza                                                                                  | Naumburg            | 25 maja 1997        |
| chód na 20 000 metrów              | 1:31:23,7h | Lauren Harris                                                                                     | Eugene              | 2 sierpnia 2025     |
| chód na 20 kilometrów              | 1:26:17    | María Guadalupe González                                                                          | Rzym                | 7 maja 2016         |
| chód na 35 kilometrów              | 2:44:28    | Alegna González                                                                                   | Dublin              | 13 lipca 2025       |
| chód na 50 kilometrów              | 4:13:56    | Mirna Ortiz                                                                                       | Gwatemala           | 24 lutego 2019      |
| skok wzwyż                         | 2,05       | Chaunté Howard Lowe                                                                               | Des Moines          | 26 czerwca 2010     |
| skok o tyczce                      | 5,00       | Sandi Morris                                                                                      | Bruksela            | 9 września 2016     |
| skok w dal                         | 7,49       | Jackie Joyner-Kersee                                                                              | Nowy Jork           | 22 maja 1994        |
| skok w dal                         | 7,49       | Jackie Joyner-Kersee                                                                              | Sestriere           | 31 lipca 1994       |
| trójskok                           | 15,29      | Yamilé Aldama                                                                                     | Rzym                | 31 sierpnia 2007    |
| pchnięcie kulą                     | 20,96      | Belsy Laza                                                                                        | Meksyk              | 2 maja 1992         |
| rzut dyskiem                       | 73,52      | Valarie Allman                                                                                    | Ramona              | 12 kwietnia 2025    |
| rzut młotem                        | 80,31      | DeAnna Price                                                                                      | Eugene              | 26 czerwca 2021     |
| rzut oszczepem                     | 71,70      | Osleidys Menéndez                                                                                 | Helsinki            | 14 sierpnia 2005    |
| siedmiobój                         | 7291 pkt   | Jackie Joyner-Kersee                                                                              | Seul                | 24 września 1988    |

## Mieszane
| Konkurencja             | Rezultat | Zawodnicy                                                                          | Miejsce uzyskania | Data            |
| ----------------------- | -------- | ---------------------------------------------------------------------------------- | ----------------- | --------------- |
| sztafeta 4 × 400 metrów | 3:07,41  | Stany Zjednoczone · Vernon Norwood · Shamier Little · Bryce Deadmon · Kaylyn Brown | Paryż             | 2 sierpnia 2024 |